# Aumes
Aumes – miejscowość i gmina we Francji, w regionie Oksytania, w departamencie Hérault.
Według danych na rok 1990 gminę zamieszkiwało 268 osób, a gęstość zaludnienia wynosiła 36 osób/km² (wśród 1545 gmin Langwedocji-Roussillon Aumes plasuje się na 651. miejscu pod względem liczby ludności, natomiast pod względem powierzchni na miejscu 881.).

## Bibliografia

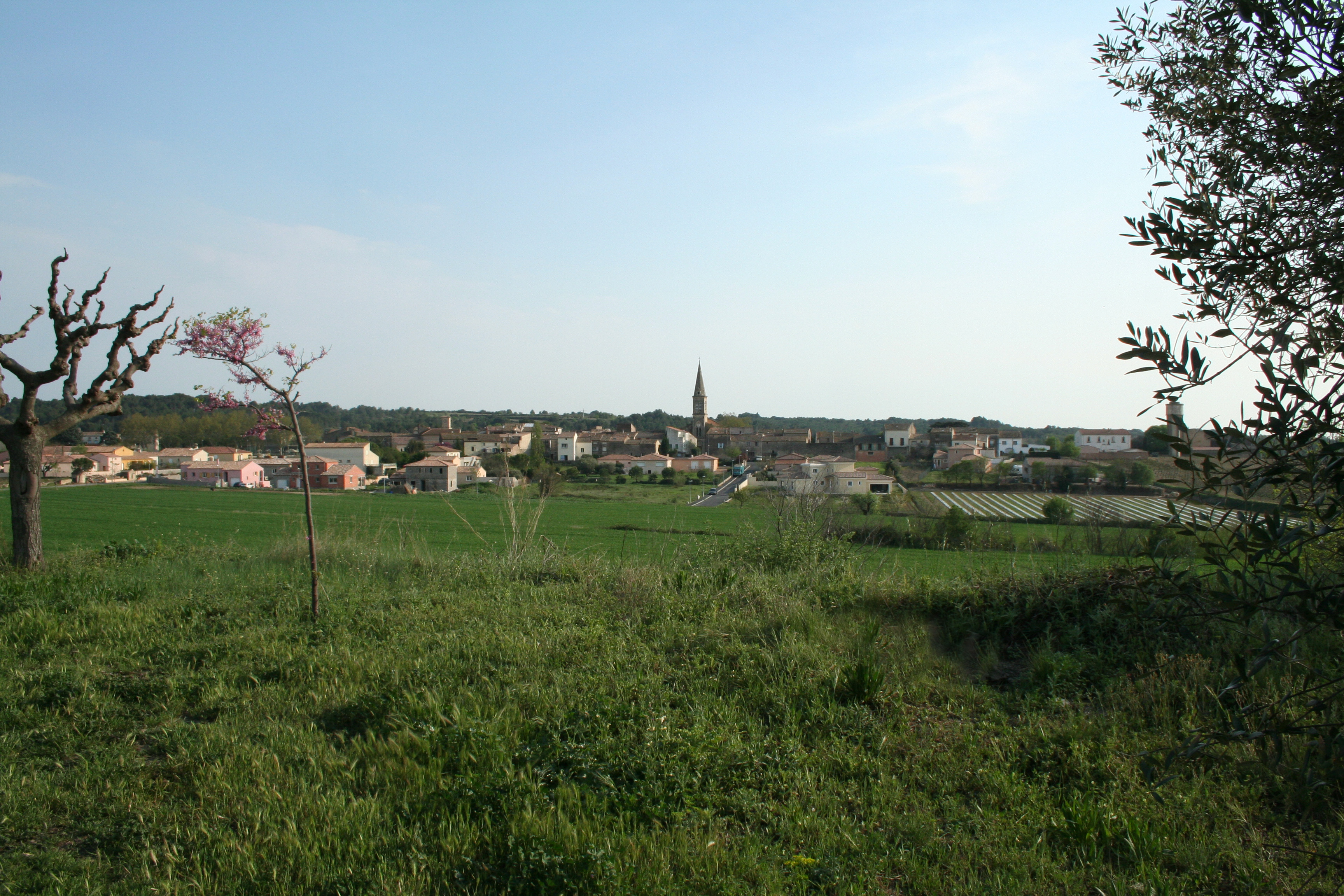
Miejscowość